# Aram Ramazjan
Aram Ramazjan (ur. 6 grudnia 1978) – ormiański bokser, brązowy medalista  mistrzostw świata w Budapeszcie.

## Kariera amatorska
W 1997 roku zdobył brązowy medal na mistrzostwach świata w Budapeszcie. W półfinale przegrał z Raimkulem Małachbiekowem, który zdobył złoty medal.

## Kariera zawodowa
Nie odniósł sukcesów na zawodowym ringu. Jako zawodowiec stoczył 22 walki, z czego 14 wygrał, 6 przegrał i 2 zremisował. Największym jego sukcesem było zdobycie pasa IBF International, pokonując Włocha Emanuele De Prophetisa.